# Литвак, Александр Григорьевич
Алекса́ндр Григо́рьевич Литва́к (родился 17 ноября 1940, Москва) — советский и российский физик, академик (2006) и член Президиума РАН, доктор физико-математических наук, профессор, с 2015 года научный руководитель Института прикладной физики РАН (в 2003—2015 — директор ИПФ РАН). Лауреат Государственной премии СССР.
Научные интересы лежат в области физики плазмы, радиофизики, релятивистской электроники, нелинейной динамики. Имеет более 4000 цитирований своих работ, опубликованных в научных журналах. Индекс Хирша — 31, согласно Scopus — 25.

## Биография
В 1962 году окончил Горьковский госуниверситет по специальности радиофизик-исследователь. В 1962—1965 годах учился там же в аспирантуре под руководством профессора М. А. Миллера. После окончания аспирантуры в 1967 году защитил кандидатскую диссертацию на тему «Некоторые вопросы теории нелинейных электромагнитных явлений в плазме».
До 1977 года работал научным сотрудником в НИРФИ. В 1977 году защитил докторскую диссертацию на тему «Самовоздействие и взаимодействие электромагнитных волн в плазме». В том же году перешел в только что образовавшийся Институт прикладной физики на должность заведующего лабораторией теории плазмы и заведующим отделом физики плазмы. Затем стал директором отделения физики плазмы и электроники больших мощностей и зам. директора по научной работе.
В 1992 году стал одним из основателей и вице-президентом НПП «Гиком».
С 2003 по 2015 годы являлся директором ИПФ РАН. С 2015 года — научный руководитель института.

## Научные достижения
Основные направления исследований Литвака лежат в области нелинейной электродинамики плазмы. В частности, им построены теория самофокусировки и вынужденного рассеяния поперечных электромагнитных волн в плазме, теория самовоздействия волн релятивистски сильных интенсивностей, теория самоканалирования лазерного излучения высокой интенсивности в непрозрачной плазме, предсказан эффект образования филамент при распространении волн радиодиапазона в ионосфере Земли. Теоретические исследования были подтверждены в ходе экспериментов по распространению СВЧ волн в плазме, проведённых на установке «Крот» в Институте прикладной физики. Позднее часть результатов была также подтверждена экспериментами с лазерным излучением.
Является автором теории электронно-циклотронного нагрева плазмы электромагнитным излучением, нашедшей своё применение при решении проблемы нагрева термоядерной плазмы в установках с магнитным удержанием плазмы. В рамках тех же исследований Литвак с сотрудниками занимались исследованиями и разработкой мощных микроволновых источников — гиротронов, нашедших применение в радиолокации, физике плазмы, ядерной физике и нанотехнологиях.
В конце XX — начале XXI века работы Литвака связаны с распространением сверхкоротких электромагнитных импульсов в диспергирующих нелинейных средах.
Автор более 200 научных работ.

## Педагогическая деятельность
С 1978 по 1991 год являлся профессором Горьковского политехнического института. В 1991 году перешёл на должность декана факультета Высшая школа общей и прикладной физики ННГУ. Оставил пост в 2006 году.
В должности профессора читает курс физики плазмы по настоящее время. Возглавляет научную школу «Взаимодействие интенсивных электромагнитных полей с плазмой».

## Членство в профессиональных организациях
- Академик РАН, член Президиума РАН
- Заместитель председателя научного совета РАН по проблеме «Релятивистская сильноточная электроника и пучки заряженных частиц»
- Член бюро научного совета РАН по проблеме «Физика плазмы»
- Член Американского физического общества
- Председатель Нижегородского научного центра РАН

## Награды и премии
- 1970 — медаль «За доблестный труд»
- 1987 — Государственная премия СССР за «Основы нелинейной динамики высокочастотных волновых процессов в полностью ионизированной плазме»
- 1994 — Соросовский профессор
- 2004 — Орден Дружбы
- 2006 — Премия Нижнего Новгорода за «Систему непрерывной подготовки высококвалифицированных научных кадров»
- 2006 — Почётный гражданин Нижегородской области[3]
- 2008 — Медаль К. Д. Баттона за выдающийся вклад в науку об электромагнитных волнах
- 2010 — Орден «За заслуги перед Отечеством» IV степени — за большой вклад в развитие отечественной науки и многолетнюю плодотворную деятельность[4]
- 2011 — Премия за инновации подразделения физики плазмы Европейского физического общества «за выдающийся вклад в реализацию сверхмощных гиротронов для мультимегаваттного длинноимпульсного электронно-циклотронного нагрева и генерации тока в термоядерных установках на основе магнитного удержания плазмы»[5]
- 2011 — Премия Правительства Российской Федерации «за разработку и освоение промышленного выпуска мегаваттных гиротронов для электронно-циклотронного нагрева плазмы в крупномасштабных установках управляемого термоядерного синтеза»[6]
- 2024 — Орден Почёта — за большой вклад в развитие отечественной науки, многолетнюю плодотворную деятельность и в связи с 300-летием со дня основания Российской академии наук[7]
- Почётный профессор ННГУ[8]